# Thylamys cinderella
Thylamys cinderella és una espècie d'opòssum de la família dels didèlfids. Viu al nord de l'Argentina i el sud de Bolívia, als vessants orientals dels Andes.